# Gobernación de Saná
La gobernación de Saná (en árabe صنعاء) es uno de los estados de Yemen. Su capital es a su vez la nacional, Saná, aunque dicha ciudad forma desde el año 2004 su propia municipalidad de Amanah al-'Asmah, independiente de la gobernación.
- Datos: Q388291
- Multimedia: Sanaa Governorate / Q388291